# Heliotropium anomalum
Heliotropium anomalum är en strävbladig växtart som beskrevs av William Jackson Hooker och Arn. Heliotropium anomalum ingår i Heliotropsläktet som ingår i familjen strävbladiga växter.

## Underarter
Arten delas in i följande underarter:
- H. a. argenteum
- H. a. candidum
- H. a. mediale

## Bildgalleri

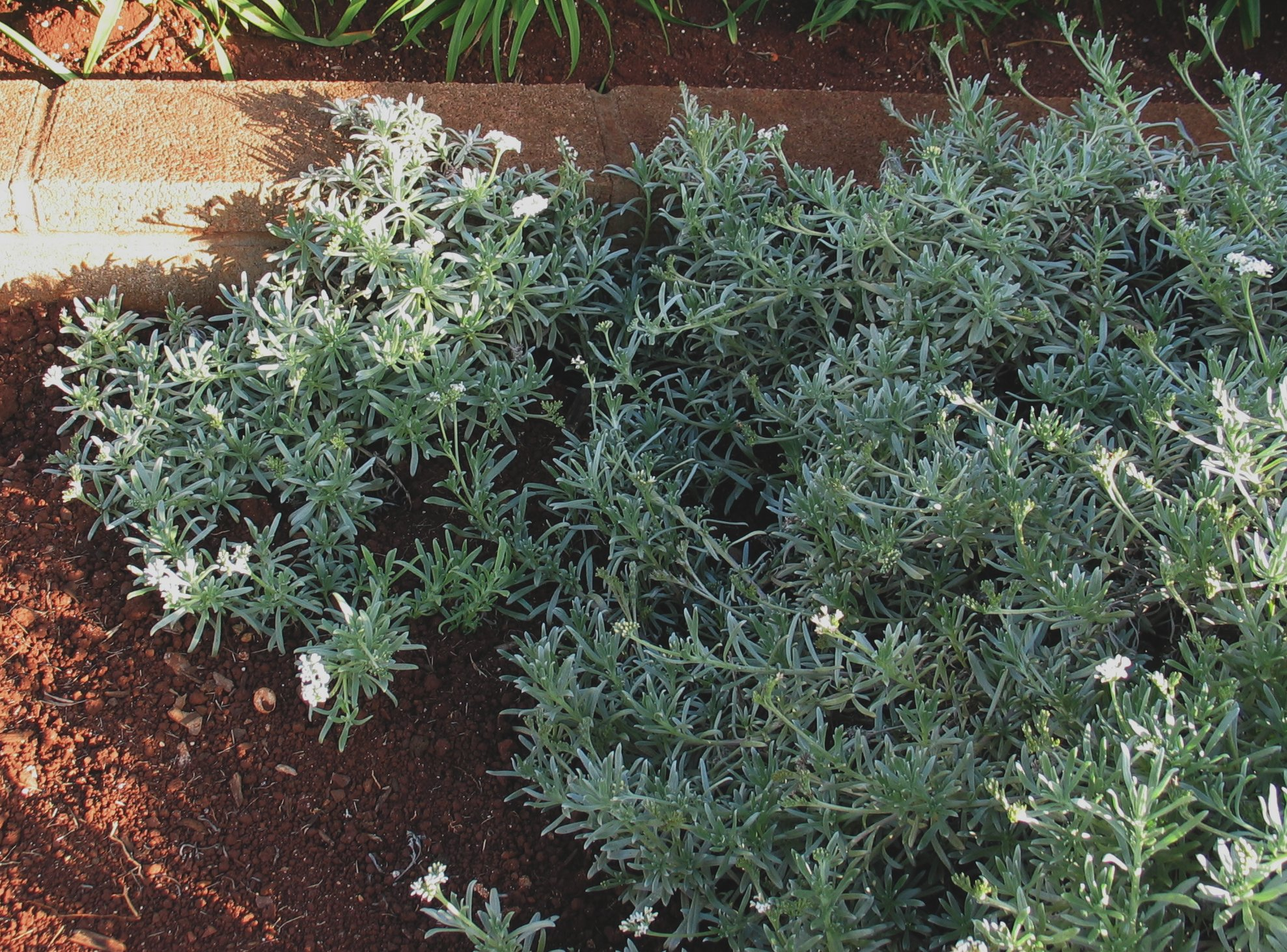
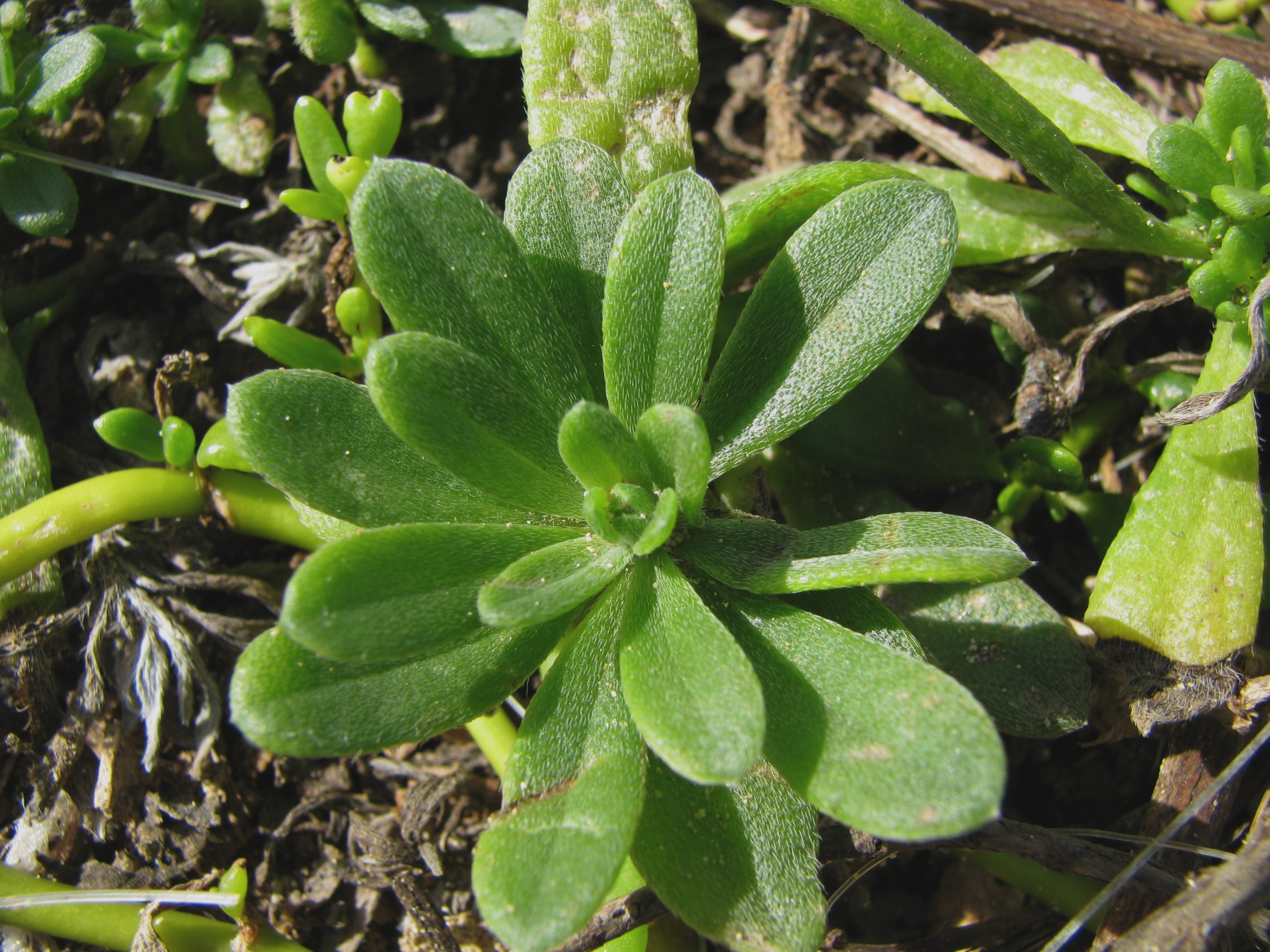
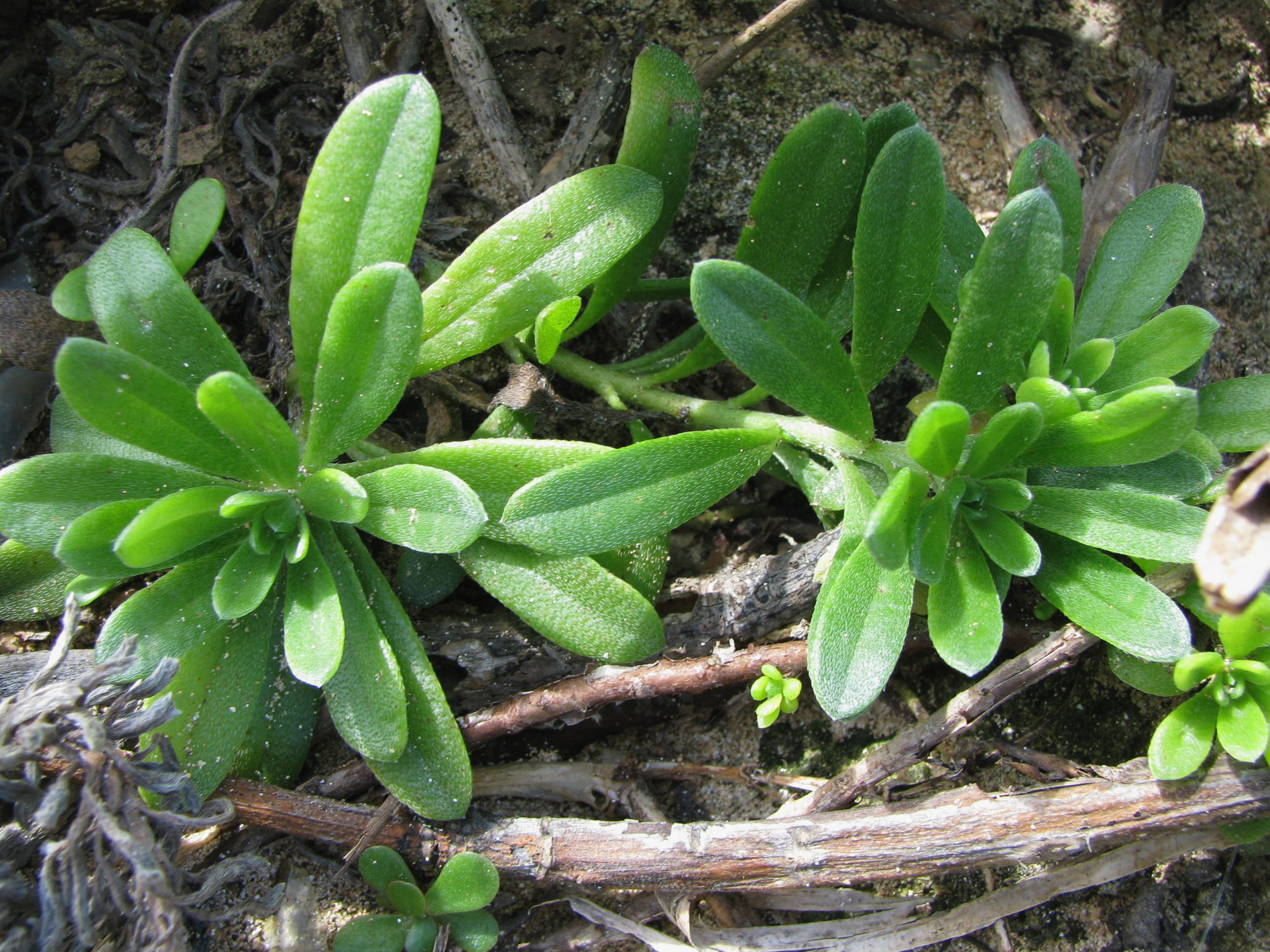
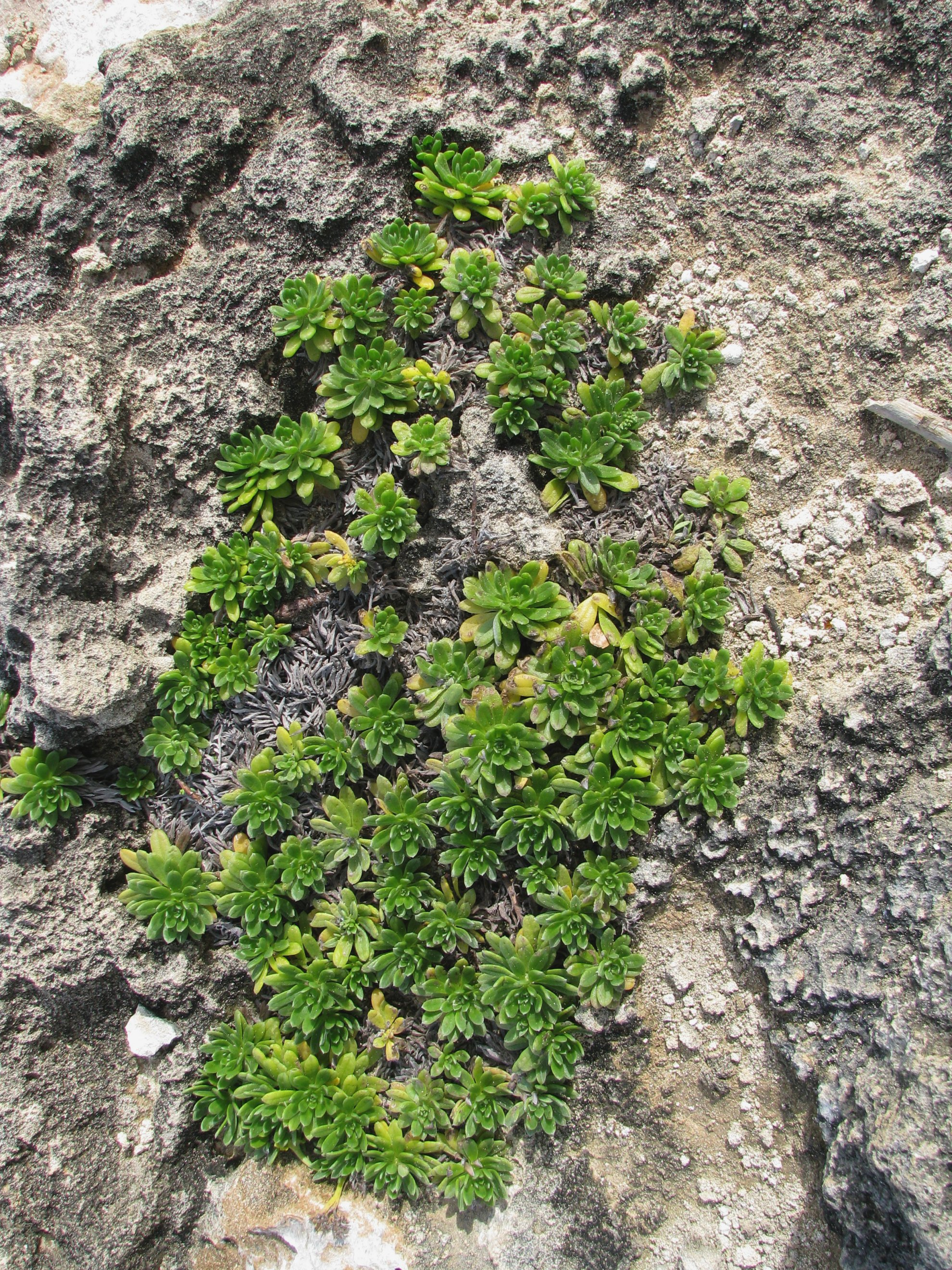
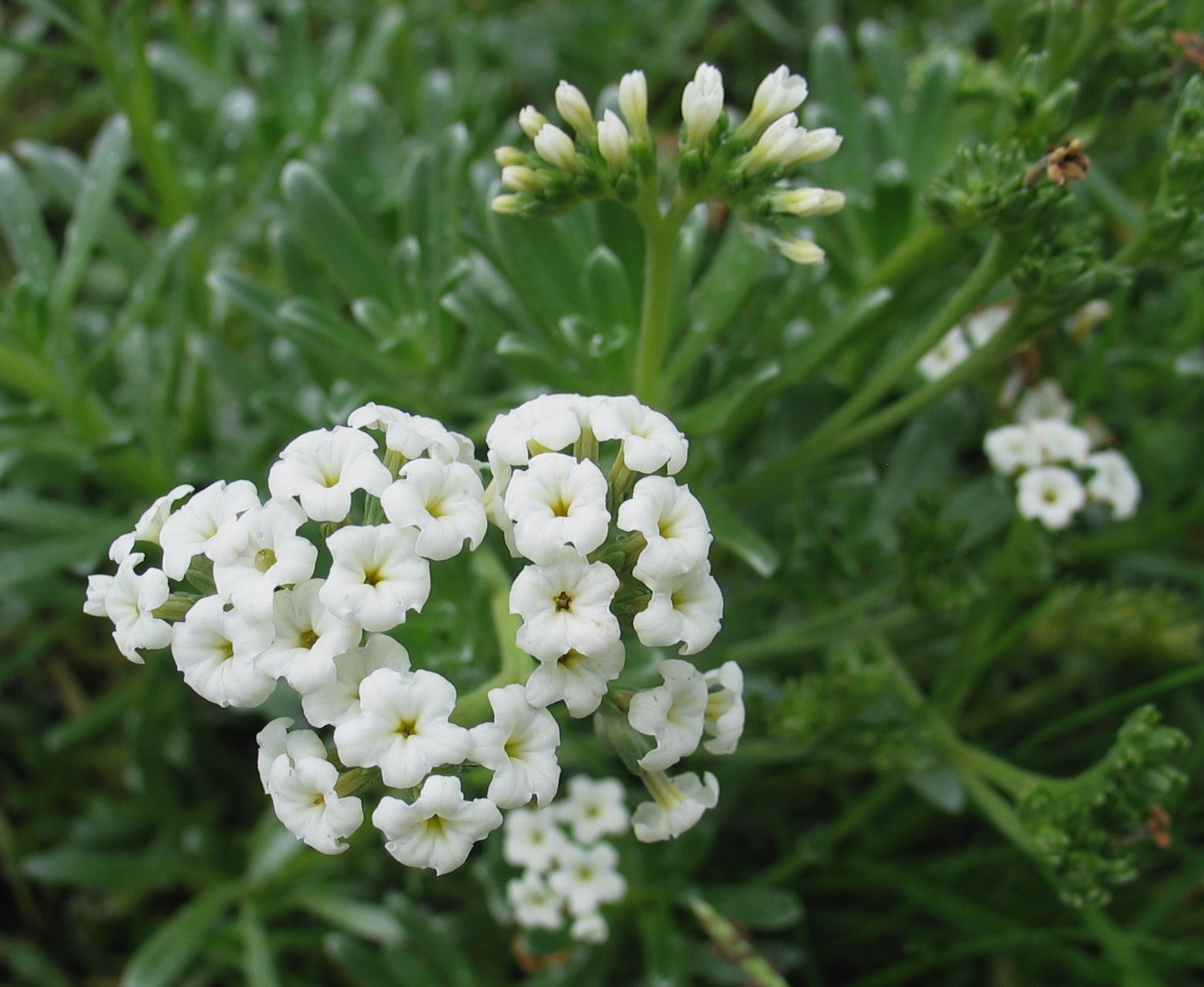
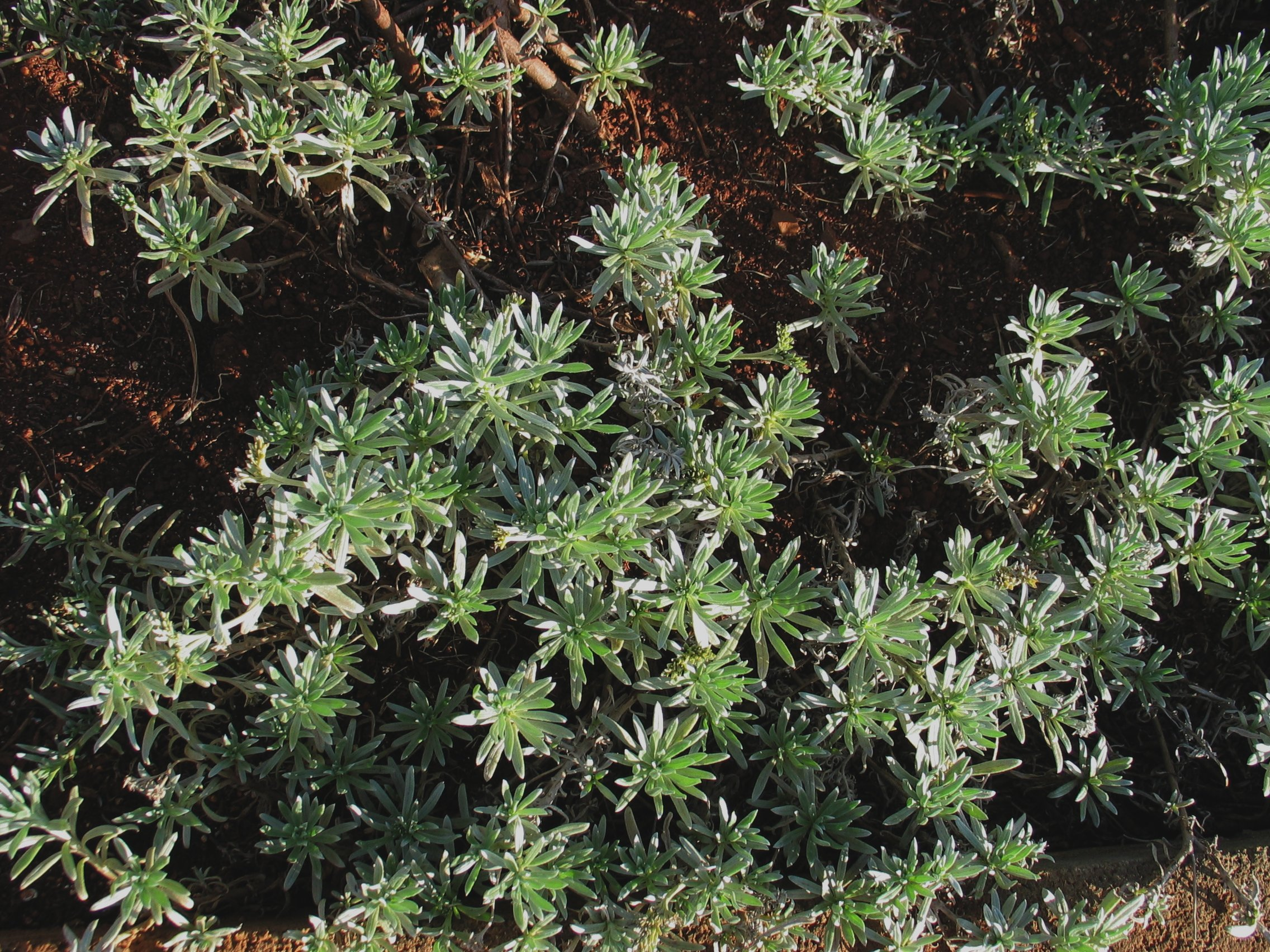